# Orgnac-l'Aven
Orgnac-l'Aven là một xã ở tỉnh Ardèche, vùng Rhône-Alpes ở đông nam nước Pháp.